# Pukkelen
Pukkelen är en klippa i Antarktis. Den ligger i Östantarktis. Norge gör anspråk på området. Toppen på Pukkelen är 1 824 meter över havet.
Terrängen runt Pukkelen är lite kuperad. Trakten är obefolkad. Det finns inga samhällen i närheten. 